# الشعب (السدة)

تعديل مصدري - تعديل

الشعب محلة تابعة لقرية مقولة، التابعة لعزلة الزعلاء بمديرية السدة إحدى مديريات محافظة إب في الجمهورية اليمنية.، بلغ تعداد سكانها 31 حسب تعداد اليمن لعام 2004.